# Gerard I van Horne
Gerard I van Horne (1270 - 1331) was een edelman uit het huis Horne. Hij was de zoon van Willem II van Horne en Agnes van Perwijs, een achterkleindochter van Godfried III van Leuven.
Hij was heer van Horn, het Land van Altena, Perwijs en (door aankoop in 1315) van Herlaar. Ook was hij heer van Heeze en Oost-Barendrecht.
Gerard I was in 1318 de gastheer van een groep edelen die een conflict tussen de graaf van Holland en de hertog van Brabant moesten beslechten. Het ging daarbij om het bezit van het Land van Heusden. Dirk van Kleef verklaarde op deze vergadering dat hij dit land in leen had van de hertog van Brabant.
In het jaar 1321 verkocht hij de heerlijkheid Oost-Barendrecht aan Jan Gillisz. Oem, baljuw van Zuid-Holland.
Hij trouwde in 1302 met Johanna van Leuven-Gaasbeek, vrouwe van Gaasbeek.
Zij kregen de kinderen:
- Margaretha van Horne (1302)
- Willem IV van Horne (1305)

Na haar dood hertrouwde hij in 1316 met Irmgard van Kleef.
Hun kind was:
- Dirk van Horne (1320)

Gerard werd begraven in de Brusselse karmelietenkerk, waar ook zijn eerste vrouw Johanna al lag. Het praalgraf bevond zich in het koor.